# Liste von Kriegsgräberstätten in Brandenburg
Die Liste von Kriegsgräberstätten in Brandenburg benennt Kriegsgräberstätten in Brandenburg, Bundesrepublik Deutschland, ohne Anspruch auf Vollständigkeit.

## Liste
| Bezeichnung                              | Ortschaft              | Beschreibung | Foto |
| ---------------------------------------- | ---------------------- | --- | ---- |
| Friedhof Altlandsberg                    | Altlandsberg           | Gemeinschaftsgrab für gefallene Soldaten der letzten Kriegswochen 1945 |      |
| Sowjetischer Ehrenfriedhof (Baruth/Mark) | Baruth/Mark            | Gräber von 1299 bei dem Kampf um den Kessel von Halbe gefallenen sowjetischen Soldaten |      |
| Friedhof Bruchmühle                      | Bruchmühle             | Gemeinschaftsgrabanlage für gefallene Soldaten der letzten Kriegswochen 1945 |      |
| Friedhof Buschdorf                       | Buschdorf              | Gemeinschaftsgrabanlage für gefallene Soldaten der letzten Kriegswochen 1945 |      |
| Friedhof Erkner                          | Erkner                 | Auf dem Stadtfriedhof befinden sich sowohl ein Friedhof mit Soldatengräbern, als auch für die Opfer des alliierten Luftangriffes am 8. März 1944.                                                         |      |
| Kriegsgräberstätte Gronenfelde           | Frankfurt (Oder)       | Im Ortsteil Gronenfelde befindet sich der wiederhergerichtete ehemalige Kriegsgefangenenfriedhof des Ersten Weltkriegs.                                                                                   |      |
| Friedhof Fredersdorf                     | Fredersdorf            | Gemeinschaftsgrabanlage für gefallene Soldaten der letzten Kriegswochen 1945 |      |
| Evangelischer Friedhof Fredersdorf-Süd   | Fredersdorf-Vogelsdorf | Gemeinschaftsgrabanlage für gefallene Soldaten der letzten Kriegswochen 1945 |      |
| Waldfriedhof Halbe                       | Halbe                  | Unter den 28.000 bestatteten Toten befinden sich Gefallene des Kessels von Halbe, Deserteure, Zwangsarbeiter und mehrere tausend Personen, die im sowjetischen Speziallager Ketschendorf umgekommen sind. |      |
| Kirchfriedhof Krummensee                 | Krummensee             | Gemeinschaftsgrab für gefallene Soldaten der letzten Kriegswochen 1945 |      |
| Alter Friedhof Küstrin-Kietz             | Küstrin-Kietz          | Gemeinschaftsgrab für gefallene Soldaten der letzten Kriegswochen 1945 |      |
| Waldfriedhof Müncheberg                  | Müncheberg             | Gemeinschaftsgrabanlage für gefallene Soldaten der letzten Kriegswochen 1945 |      |
| Kirchfriedhof Münchehofe                 | Münchehofe             | Gemeinschaftsgrab für gefallene Soldaten der letzten Kriegswochen 1945 |      |
| Soldatenfriedhof Neuburxdorf             | Neuburxdorf            | Kriegsgräberstätte für die toten Kriegsgefangenen des von der Wehrmacht eingerichteten Stammlagers IV B                                                                                                   |      |
| Friedhof Neulietzegöricke                | Neulietzegöricke       | Gemeinschaftsgrabanlage für gefallene Soldaten der letzten Kriegswochen 1945 |      |
| Friedhof Ortwig                          | Ortwig                 | Gemeinschaftsgrab für gefallene Soldaten der letzten Kriegswochen 1945 |      |
| Friedhof Podelzig                        | Podelzig               | Gemeinschaftsgrabanlage für gefallene Soldaten der letzten Kriegswochen 1945 |      |
| Friedhof Rehfeld                         | Rehfeld                | Gemeinschaftsgrab für gefallene Soldaten der letzten Kriegswochen 1945 |      |
| Friedhof Friedensaue Schöneiche          | Schöneiche             | Gemeinschaftsgrab für gefallene Soldaten der letzten Kriegswochen 1945 |      |
| Waldfriedhof Schöneiche                  | Schöneiche             | Gemeinschaftsgrab für sieben Schöneicher Schüler, die Opfer des alliierten Luftangriffes am 8. März 1944 auf Erkner wurden                                                                                |      |
| Friedhof Spremberg                       | Spremberg              | Der Friedhof beherbergt sowohl eine deutsche wie auch eine sowjetische Kriegsgräberstätte. |      |
| Friedhof Woltersdorf                     | Woltersdorf            | Zwei Kriegsgräberstätten für Opfer des Ersten und des Zweiten Weltkriegs |      |
| Friedhof Zechin                          | Zechin                 | Gemeinschaftsgrabanlage für gefallene Soldaten und zivile Opfer der letzten Kriegswochen 1945 – darunter den Ortspfarrer Heinrich Strohbach                                                               |      |
| Zehrensdorf Indian Cemetery              | Zehrensdorf            | Gemeinschaftsgrabanlage für 206 in Kriegsgefangenschaft verstorbene indische Soldaten |      |